# Atlantic Records
Atlantic Records (транскр.  Атлантик рекордс) америчка је издавачка кућа основана 1947. године.
Испод се налазе неки од музичких извођача који су потписали уговор са Атлантик рекордсом.
- Ава Макс
- AC/DC
- B.o.B
- Бен Е. Кинг
- Бруно Марс
- Визер
- Давид Гета
- Дасти Спрингфилд
- Дејв Ган
- Ен воуг
- Здравко Чолић
- Квабс
- Колдплеј
- Кристина Пери
- Лед зепелин
- Мит Лоуф
- Рут Браун
- Фло Рајда
- Чарли Пут